# Traitement thermique d'un métal
Pour les articles homonymes, voir Traitement thermique (homonymie).
Le traitement thermique d'une pièce de métal consiste à lui faire subir des transformations de structure grâce à des cycles prédéterminés de chauffage et de refroidissement afin d'en améliorer les caractéristiques mécaniques : dureté, ductilité, limite d'élasticité, etc.
Ce procédé est souvent couplé avec l'emploi d'une atmosphère contrôlée lors de la mise en température de la pièce, soit pour éviter son oxydation, soit pour effectuer un apport ou changement moléculaire de surface (traitement de surface).

## Généralités

Solution solide de substitution (haut) et d'insertion (bas) dans un cristal.

Dans les métaux, les atomes sont organisés sous la forme de cristaux : ils forment une structure ordonnée. Des atomes étrangers — impuretés, éléments d'alliage — peuvent s'introduire dans ce réseau, soit en substitution des atomes « de base », soit en insertion, c'est la notion de solution solide.
Par ailleurs, il peut y avoir des cristaux de plusieurs types, comme des inclusions par exemple. Les cristaux minoritaires sont appelés « précipités ».
Avec l'élévation de la température, les atomes du cristal s'agitent autour de leur position et s'écartent les uns des autres, provoquant la dilatation. Cela a plusieurs conséquences :
- l'espace entre les atomes augmente, ce qui permet d'accueillir plus d'atomes en solution d'insertion, et des atomes plus gros ;
- par conséquent, on peut avoir une dissolution des précipités : les atomes de ces cristaux passent en solution solide ;
- les atomes s'agitant, ils deviennent mobiles et peuvent se déplacer dans le cristal, phénomène appelé diffusion ;
- dans certains cas, les atomes du cristal se réorganisent en une autre phase cristallographique, on parle d'allotropie.

Ce sont ces mécanismes qui entrent en jeu lors des traitements thermiques.

## Cas des matériaux ductiles
Un matériau ductile est un matériau pouvant se déformer plastiquement ; ceci est utilisé pour la mise en forme (laminage, tréfilage, forgeage, etc.). Cette déformation provoque des défauts d'organisation des atomes dans le cristal, ce qui durcit la matière : ce phénomène est l'écrouissage.
Si l'on chauffe de manière modérée le métal, on donne de la mobilité aux atomes, ils se réorganisent et éliminent les défauts d'organisation. On adoucit ainsi la matière. Ce procédé est appelé recuit.

### Cas des précipités
Les précipités ont pour effet de durcir la matière, ce que l'on nomme le durcissement structural. Lorsque l'on chauffe suffisamment le métal, les précipités se dissolvent, cette phase est appelée « mise en solution ». Si l'on laisse le métal se refroidir lentement, les précipités se reforment. Par contre, si l'on refroidit rapidement — trempe —, alors les atomes n'ont pas le temps de bouger pour reformer les précipités, ils restent en solution. Une fois à température ambiante, les atomes n'ont plus assez de mobilité pour former les précipités.
Si l'on chauffe modérément le métal, on redonne de la mobilité aux atomes et l'on forme des précipités. Ce procédé, appelé maturation, est utilisé pour les alliages d'aluminium et pour les aciers à haute limite élastique.

### Cas des transformations allotropiques
Pour certains métaux, l'organisation des atomes change au-dessus d'une certaine température. Si l'on refroidit rapidement par une trempe, alors les atomes n'ont pas le temps de bouger pour reprendre leur structure à basse température. Cela peut produire des effets divers selon l'alliage. On peut jouer sur la vitesse de refroidissement pour laisser les atomes se réorganiser partiellement.

## Trempe
La trempe s'effectue après une mise en solution de certains composés : Il s'agit de maintenir le matériau à tremper à une température suffisante et suffisamment longtemps. On plonge ensuite la pièce dans un liquide (bain d'huile, eau, plomb fondu, etc) ou on le refroidit avec un gaz (azote, air, etc.).

### Cas des aciers
À basse température, l'acier est biphasé à l'état stable : il est composé de cristaux de fer avec du carbone en solution solide (structure ferritique ou α), et de cristaux de carbures de fer Fe3C.
L'acier présente une transformation allotropique : il est cubique centré à basse température (ferrite α), et cubique à faces centrées à haute température (structure austénitique ou γ). La structure austénitique présente des sites d'insertion plus grands. Lorsque l'on chauffe l'acier dans la zone de température austénitique, les carbures se dissolvent (mise en solution).
Si la teneur en carbone est suffisante, un refroidissement rapide permet aux atomes de fer de se réorganiser (transformation γ → α) — transformation dite displacive — mais pas aux atomes de carbone de bouger pour reformer des carbures — transformation dite diffusive. On a formation d'une structure sursaturée en carbone qui durcit l'acier. Ce phénomène est favorisé par la présence d'éléments d'alliage en faible teneur (chrome, nickel, molybdène). Selon la vitesse de refroidissement, on forme de la martensite ou de la bainite.
Si la vitesse de refroidissement est très rapide — hypertrempe —, on fige la structure γ. On obtient un acier austénitique à température ambiante. C'est le cas de nombreux aciers inoxydables.

### Cas des alliages d'aluminium
Certains alliages d'aluminium présentent un durcissement par formation de précipités avec des éléments d'alliage :Al2Cu pour les alliages contenant du cuivre, Mg2Si pour les alliages contenant du magnésium et du silicium, etc. Ce phénomène est appelé durcissement structural.
Avec l'élévation de température, vers 500 °C, ces précipités se dissolvent, c'est la mise en solution. La trempe empêche la reformation des précipités. À l'inverse des aciers, la trempe a donc pour conséquence un adoucissement de l'alliage.

## Le revenu(tempering)
| Température de traitement thermique des aciers en fonction de la teneur en carbone 1. recuit de recristallisation ; 2. recuit de détensionnement ; 3. température d'austénitisation (trempe) ; 4. recuit complet ; 5. recuit d'homogénisation. |

Le revenu se pratique après une trempe, pour réduire les contraintes internes créées durant celle-ci. Le revenu permet d'améliorer la résistance mécanique des pièces traitées, de rétablir les valeurs de résilience et de rendre l'acier moins fragile, plus ductile. La dureté diminue également quelque peu (Dissolution de certains composés fragiles tels que les carbures favorisées).
La méthode consiste à chauffer la pièce à une température inférieure à celle d'austénitisation, température déterminée en fonction du type de matériau, et de refroidir cette pièce très lentement.
RemarqueL'utilisation d'un four à vide permet à la matière de rester pure et d'éviter une décarburation en surface ce qui fragilise l'acier en diminuant la teneur en carbone.

## Le recuit complet
« Ce traitement consiste à chauffer l'acier à une température appropriée et à traverser ensuite le domaine de transformation par un refroidissement lent effectué de préférence dans le four ou toute autre installation bien isolée thermiquement. Le refroidissement lent se poursuit généralement aux basses températures. Le but du recuit peut être d'affiner le grain, d'adoucir l'alliage, d'améliorer l'usinabilité. »

— Sidney H. Avner, Introduction à la métallurgie physique, Centre collégial de développement de matériel didactique, p. 281
Le recuit se fait après un traitement mécanique, une opération de soudage, etc. afin de rendre plus homogène le matériau et lui rendre une partie de ses propriétés antérieures. Pour les aciers, on distingue deux types de recuits :
- soit on chauffe jusqu'à austénitisation totale de la pièce mais sans laisser les grains trop grossir, puis on laisse refroidir lentement, ce qui lui fait retrouver ses anciennes propriétés ; on « rejoue » en quelque sorte la solidification, les grains de ferrite et de cémentite sont recréés à partir de l'austénite ;
- soit on chauffe en dessous de la température d'austénitisation, juste pour activer la mobilité des atomes.

Le recuit permet aussi de diminuer la densité de dislocation résultante de la déformation plastique subie par le matériau lors du traitement mécanique. En augmentant la température, on augmente la diffusion des atomes et donc la mobilité des dislocations qui peuvent ainsi se combiner et disparaître. Deux phénomènes peuvent alors se produire : un adoucissement, aussi appelé restauration, qui correspond à une diminution simple de la densité de dislocation ou une recristallisation lorsque la densité de dislocation présente dépasse un seuil critique.

## La maturation
La maturation est un chauffage modéré. Son but est de donner de la mobilité aux atomes pour leur permettre de former des précipités. On utilise parfois le terme « vieillissement », traduction littérale du terme anglais ageing.
Le but de la maturation est de provoquer un durcissement structural. Il est utilisé sur les aciers à haute limite élastique dits « maraging », et sur certains alliages d'aluminium.

## Courbes de refroidissement
Pour aider les métallurgistes et concepteurs à la réalisation de pièces destinées à la trempe, il existe des abaques de refroidissement qui permettent de savoir en fonction de la teneur en carbone, du temps et du type de refroidissement (huile, eau...), de connaître les constituants métallographiques présent lors de la transformation, et une fois la pièce froide, ce qui permet de s'assurer que les caractéristiques obtenues correspondent à celles recherchées.
Il existe deux types de courbes de refroidissement :
- les courbes obtenues en refroidissement continu, ou diagrammes TRC ;
- les courbes obtenues avec des paliers isothermes, ou diagrammes TTT.

### Les technologies de mise en température et de traitement
Les mises en température sont effectuées dans des fours le plus souvent à atmosphère contrôlée ou à bain de sel.
Les atmosphères contrôlées permettent soit de protéger le matériau, contre l'oxydation par exemple, soit d'apporter une couche supplémentaire au matériau (par exemple, du carbone ou de l'azote pour l'acier pour améliorer les caractéristiques mécaniques externes).
Les systèmes de fabrication d'atmosphère sont appelés générateurs[Lequel ?] qui peuvent être exothermiques ou endothermiques. Les générateurs exothermiques sont constitués de brûleurs qui appauvrissent en oxygène  l'atmosphère du four et évitent ainsi l'oxydation du matériau. Les générateurs endothermiques sont des systèmes qui produisent des atmosphères actives (par exemple du monoxyde de carbone fixant du carbone sur l'acier). Ces atmosphères, actives ou passives, présentent des risques importants (intoxication au monoxyde de carbone, explosion en cas d'utilisation d'hydrogène). Les risques liés à l'utilisation de ces techniques sont considérablement réduits par l'utilisation de fours à basse pression (dits « fours à vide ») qui nécessitent peu de quantités de gaz d'atmosphère.
Les fours à bain de sels permettent une autre technique d'apport de  molécules actives en surface du matériau, par contact avec un liquide. Par exemple, les bains de cyanure permettent d'apporter des atomes d'azote pour effectuer une nitruration. Les fours à basse pression remplacent avantageusement les bains de sels de ce type en permettant un apport d'azote sous forme gazeuse et en faible quantité, ce qui est beaucoup moins dangereux que l'emploi des composés azotés liquides à base de cyanure.